# Nosaltres a l'endemà
Nosaltres a l'endemà (títol original en ucraïnès, Ми не згаснемо, transcrit com a Mi ne zhasnemo; títol en anglès, We Will Not Fade Away) és un documental ucraïnès del 2023 escrit i dirigit per Alisa Kovalenko. La pel·lícula es va fer amb un tema centrat en els nens i els adolescents, ja que reflecteix la vida dels joves que aspiren a assolir els seus objectius vitals enmig de circumstàncies caòtiques incertes que amenacen d'enderrocar els seus somnis i esperances. La pel·lícula es va estrenar a la secció Generation 14plus al 73è Festival Internacional de Cinema de Berlín el 19 de febrer de 2023. La pel·lícula també es va estrenar a la secció de documentals creatius al Festival Internacional de Cinema de Ginebra 2023 i al Fòrum sobre Drets Humans. Es va subtitular al català el 2023 pel DocsBarcelona amb el nom de Nosaltres a l'endemà. El 10 d'abril de 2025 es va emetre al canal 33 amb el títol de No pensem desaparèixer.